# بطولة أمم أوقيانوسيا لكرة السلة 2013
بطولة أمم أوقيانوسيا لكرة السلة 2013 أقيمت في نيوزيلندا وأستراليا.

## النتائج
| الفريق الأول | إجم.    | الفريق الثاني | مباراة الذهاب | مباراة الإياب |
| ------------ | ------- | ------------- | ------------- | ------------- |
| نيوزيلندا    | 122–146 | أستراليا      | 59–70         | 63–76         |

### المباراة 1
| 14 أغسطس 2013 19:30 | Boxscore | نيوزيلندا                                   | 59–70 | أستراليا |  | أوكلاند، نيوزيلندا |
| 14 أغسطس 2013 19:30 | Boxscore | النقاط حسب الربع: 18–21، 21–11، 13–22، 7–16 |       |          |  | أوكلاند، نيوزيلندا |

### المباراة 2
| 18 أغسطس 2013 16:00 | Boxscore | أستراليا                                    | 76–63 | نيوزيلندا |  | كانبرا، أستراليا |
| 18 أغسطس 2013 16:00 | Boxscore | النقاط حسب الربع: 20–17، 13–22، 28–7، 15–17 |       |           |  | كانبرا، أستراليا |

## جوائز
| البطل                 |
| --------------------- |
| · أستراليا · للمرة 15 |